# Cleaver (archeologie)

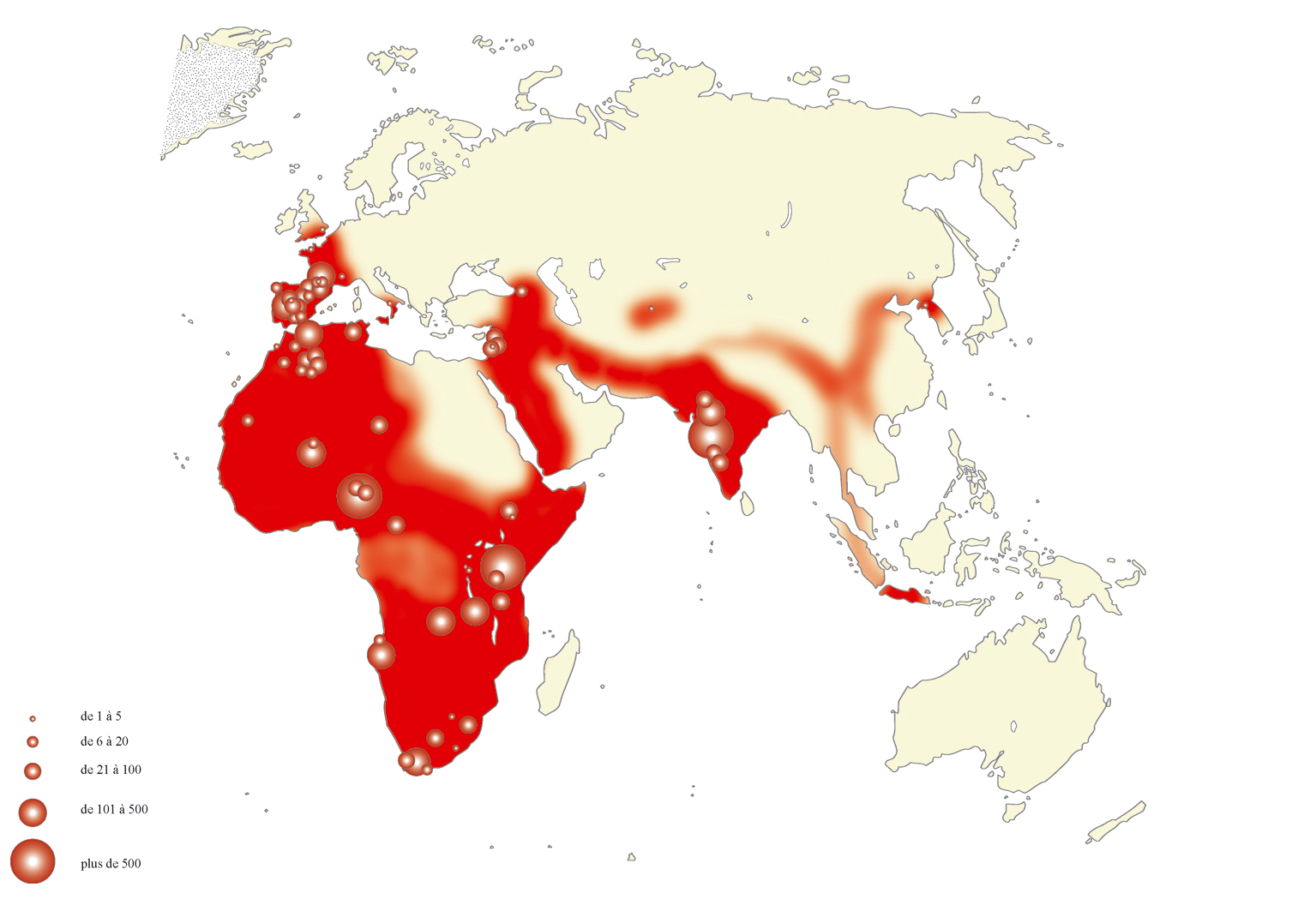
Verspreidingskaart

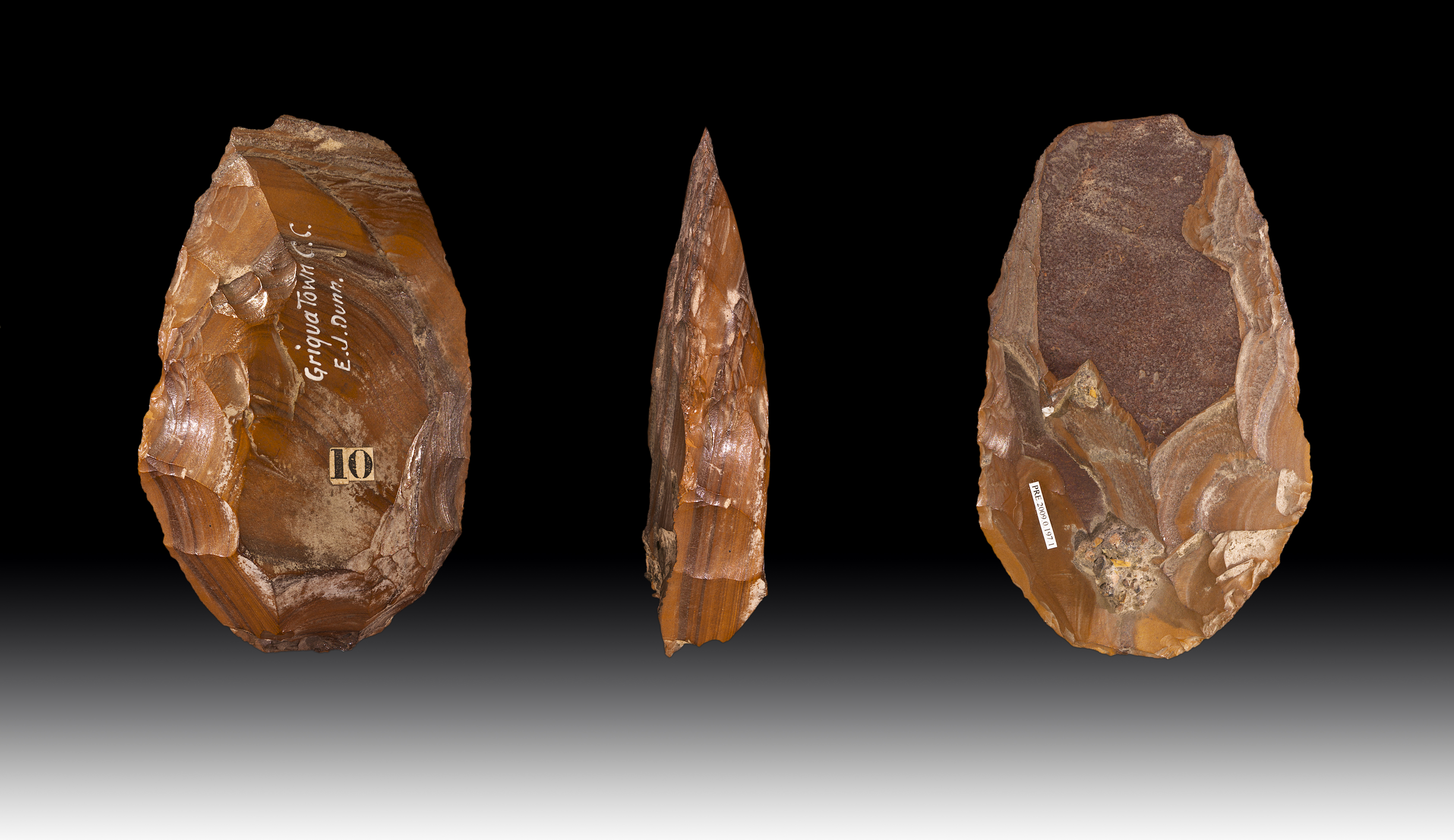
vuurstenen cleaver uit Zuid-Afrika

Een cleaver is in de archeologie een groot, rechthoekig, meestal tweezijdig bewerkt stenen werktuig met aan één uiteinde een scherpe, brede rand. Dergelijke artefacten vallen onder de algemene term voor dubbelzijdig gereedschap, vuistbijlen. Ook de klassieke, driehoekige vuistbijl valt in deze categorie. 

## Verspreiding
Dubbelzijdige gereedschappen, en dus ook cleavers, verschenen voor het eerst in het gevorderde Oldowan (ongeveer 1,7 miljoen jaar BP). Deze fase werd gedefinieerd op basis van het bovenste bed I en het onderste bed II van de Olduvaikloof. Cleavers zijn echter vooral kenmerkend voor de archeologische cultuur van het Acheuléen. Daarnaast komen cleavers ook voor in het Europese middenpaleolithicum, bijvoorbeeld in het Moustérien.

## Productie
De meeste cleavers werden gemaakt van afslagen die bijzonder lang en groot waren. Vulkanische gesteenten, zoals lava, kwartsiet en (minder vaak) vuursteen werden gebruikt als de voorkeursgrondstoffen. Omdat cleavers aan beide zijden werden bewerkt, zijn de productiestappen voor het maken van conventionele vuistbijlen en cleavers tot op zekere hoogte vergelijkbaar, maar bij cleavers was het niet nodig om de punt uit te werken die kenmerkend is voor de vuistbijl. De cleaver vormt zo een ongeveer rechthoekig artefact, terwijl de vuistbijl een driehoekige vorm heeft.

## Gebruik
Cleavers waren bijzonder geschikt voor het slachten en verwerken van (prooi)dieren. Ze werden ook gebruikt voor houtbewerking. De beoogde toepassingen werden door middel van experimentele tests aangetoond. 